# 芜湖公共租界

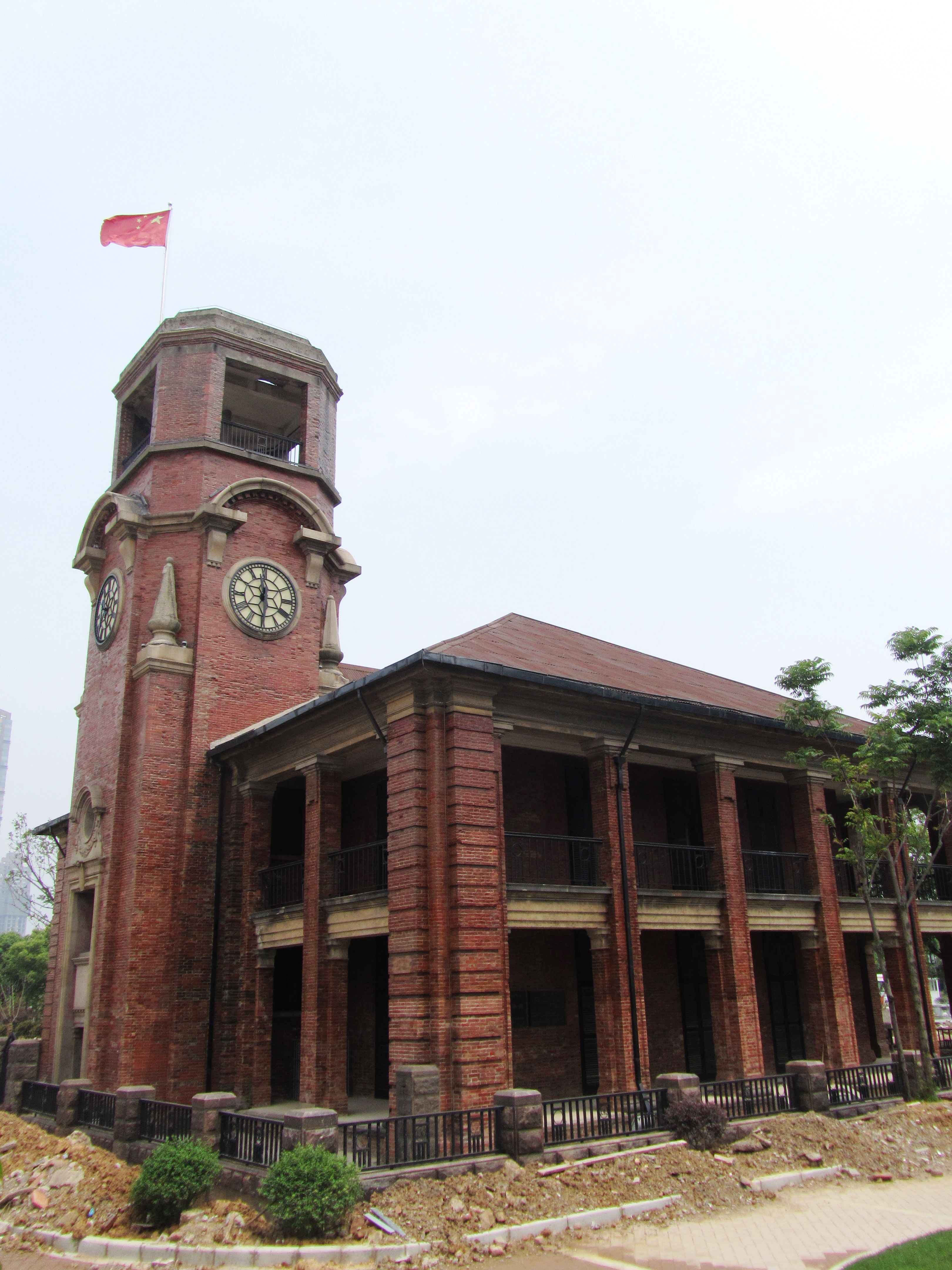
芜湖海关旧址，为租界内的标志性建筑之一。

芜湖各国公共租界是1877年至1943年存在于今中国安徽省芜湖市镜湖区的一个外国租界，位于芜湖老城西门外，南起陶家沟，北抵弋矶山，东至普通山，西达长江边。

## 历史
1876年，中英签订《烟台条约》，将芜湖、宜昌、温州和北海增辟为通商口岸。1877年，英国驻烟台领事达文波（Arthur Davenport）来芜湖，与芜湖关道刘传祺交涉在芜湖开辟租界事宜。同年四月，双方签订《租界约》，规定将芜湖西门外沿江一块面积为119亩的滩地作为芜湖通商租界。
但是初期很少有外商前来投资。1882年英国怡和洋行前来拟租界内一块滩地，该地长久以来被芜湖木商堆放木排，木商拒绝交出土地。1901年，怡和洋行通过英国驻华公使馆对清政府施加压力，敦促时任芜湖关道吴景祺迅速解决英洋行租地问题。吴会商英国驻芜湖领事柯韪良（Sir William Pollock Ker）提出要明立章程，方可动员木商搬迁。此时美、法、俄、日等国也要求尽快设立租界。1902年吴拟定《芜湖通商租界章程草稿》，经柯韪良和安徽巡抚聂缉椝修改，于1904年中英正式签订《芜湖各国公共租界章程》。1905年5月16日，清外务部批准该章程。同年6月28日，芜湖租界举行开辟仪式。
之后外商、传教士纷纷前来租地盖房。1927年，国民革命军发动北伐战争，收复汉口、九江的英国租界。芜湖公共租界也遭受冲击。1937年，芜湖被日军占领。1941年太平洋战争爆发，日军全面占领芜湖公共租界。1943年1月日本政府与南京汪精衛政權签约，宣布废除在华外国租界。之后，英国美国政府也与重庆国民政府签约，宣布归还在华租界。抗日战争胜利后，芜湖公共租界不再恢复。